# Genève-Cité
Genève-Cité est le nom d'un secteur administratif de la ville de Genève en Suisse qui correspond au centre historique de la ville. Avec les secteurs de Plainpalais, Les Eaux-Vives et Le Petit-Saconnex, communes indépendantes jusqu'en 1930, ils forment le territoire actuel de la ville.

## Les quartiers de Genève-Cité
Dénomination actuelle des principaux quartiers :
- Cité-centre
- Saint-Gervais - Chantepoulet
- Délices - Grottes
- Pâquis - Navigation

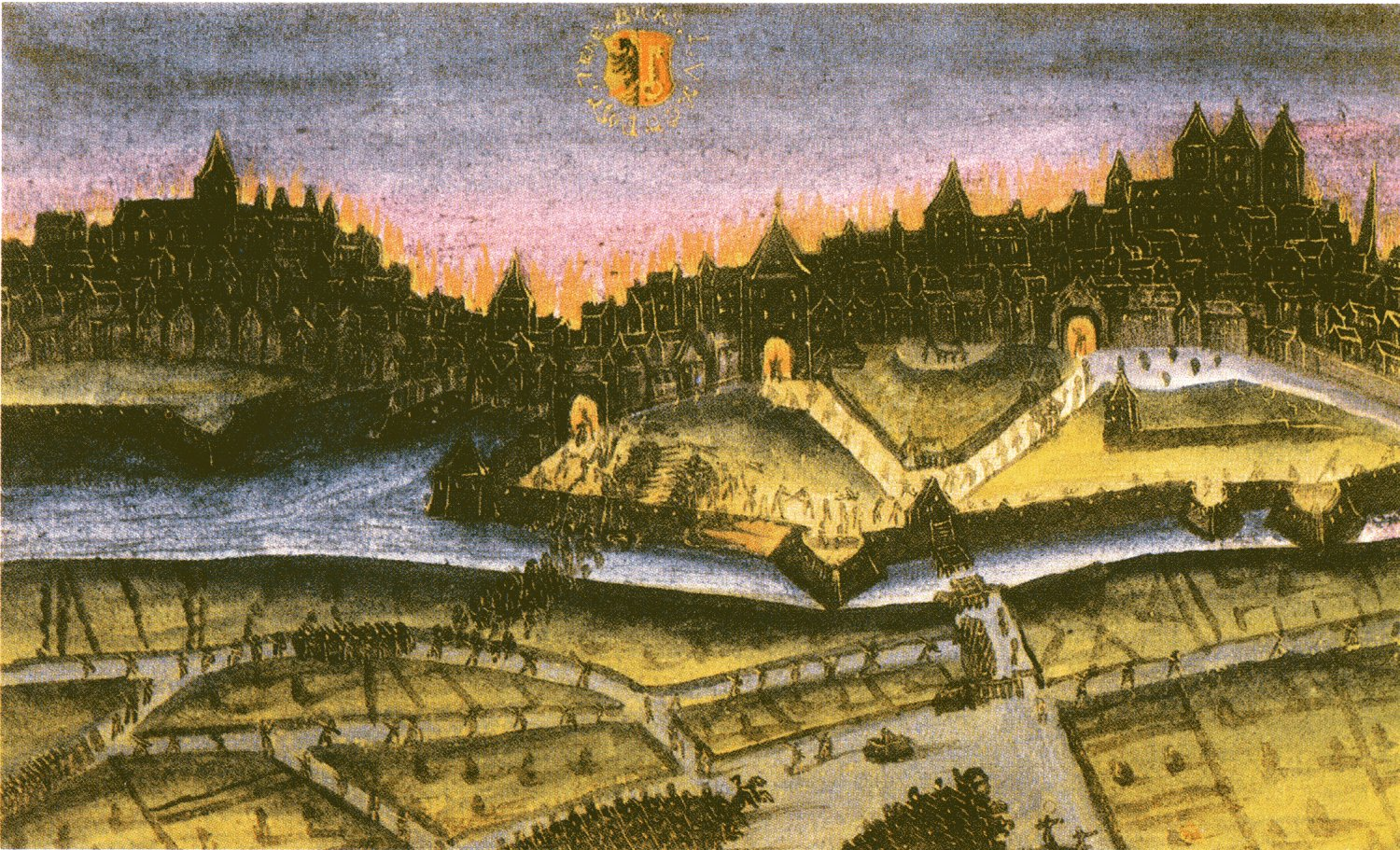
Représentation de la bataille de l'Escalade en 1602. À gauche le faubourg de Saint-Gervais, à droite la Cité

Le quartier de Cité-centre est le centre-ville. Le noyau historique nommé la Cité ou ville haute est situé sur une colline sur la rive gauche du Rhône.
Cité-centre avec le quartier de Saint-Gervais forment la vieille-ville médiévale de part et d'autre du Rhône. Une enceinte de fortification entourait la ville, elle fut démolie aux environs de 1850.
Dans la deuxième partie du XIXe siècle, sous l'impulsion de James Fazy, la ville s'est développée sur son territoire hors des murs avec les quartiers de Chantepoulet, Délices, Grottes et Pâquis ainsi que les faubourgs de Plainpalais et des Eaux-Vives sur les communes voisines.

### Lieux-dits

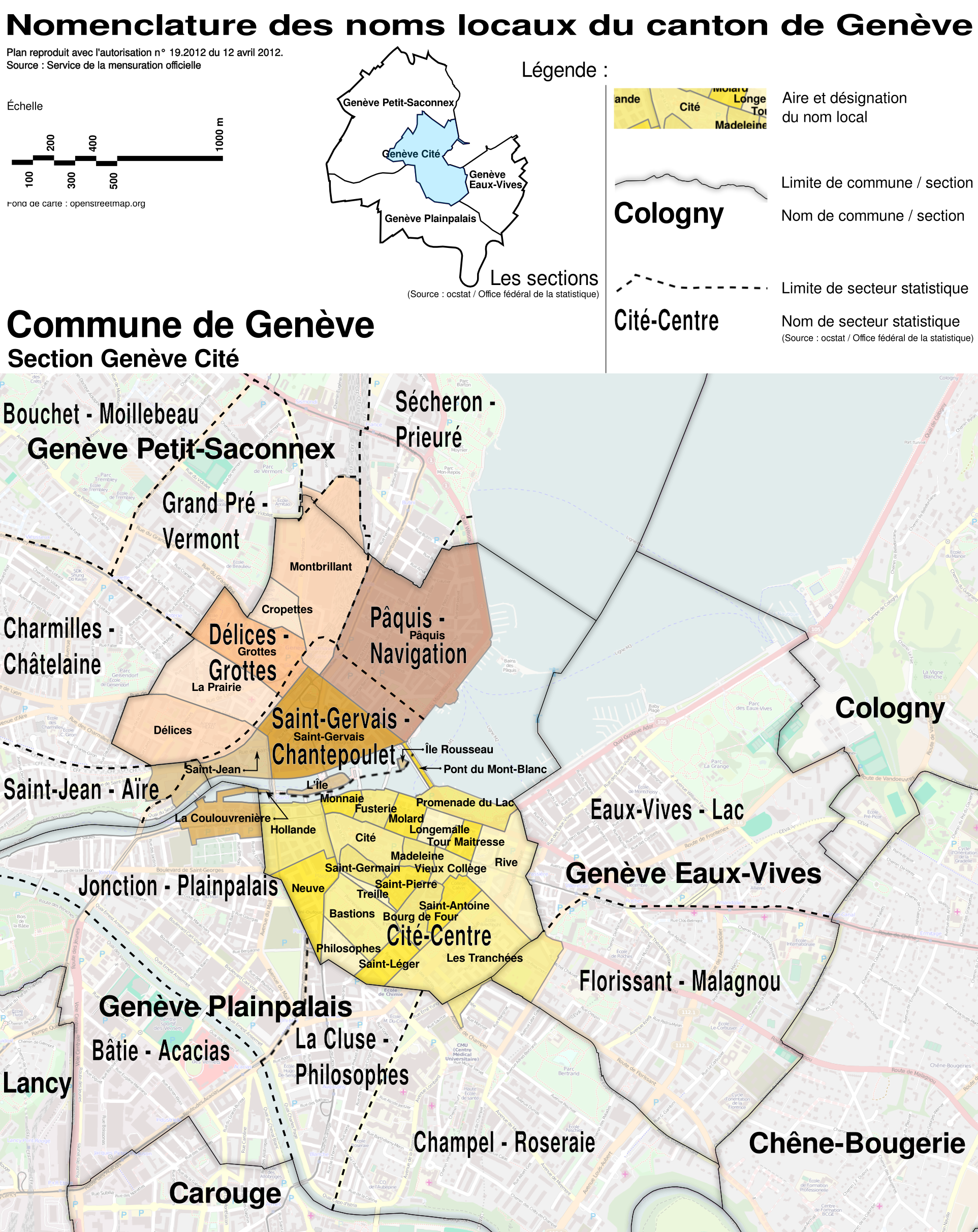
Les lieux-dits de la section Genève-Cité.

La nomenclature des lieux-dits de la commune ont été recueillis entre 1932 et 1953 lors de la création du plan d'ensemble du canton de Genève.